# Laura Bach
Laura Sofia Bach, född 25 april 1979, är en dansk skådespelerska.

## Filmografi[1]

### Filmer
- 2006 - No Right Turn - Nina
- 2006 - Gröna hjärtan - Cecilie
- 2008 - Himmerland - Lisa

### TV-serier
- 1999 - Taxa - student, 1 avsnitt
- 2004 - Örnen - Suzanne von Halle, 2 avsnitt
- 2008 - Album - Gertrud Wallin
- 2011 - Den som dräper - Katrine